# Andrzej Mikulski (pianista)
Andrzej Mikulski (ur. 12 listopada 1988 w Gdyni) – polski kompozytor, organista, pianista jazzowy i producent muzyczny. Absolwent Uniwersytetu Muzycznego im. F. Chopina w Warszawie (2013). Stypendysta konserwatorium muzycznego w Lyonie (Francja). W roku 2022 uzyskał stopień doktora sztuki w dyscyplinie artystycznej sztuki muzyczne na Akademii Muzycznej im. Stanisława Moniuszki w Gdańsku.    
Współpracował z Zespołem Pieśni i Tańca Mazowsze, Big Bandem UMFC, Teatrem Polskim w Warszawie, Teatrem Dramatycznym w Warszawie, Teatrem Akademickim Uniwersytetu Warszawskiego, Państwową Szkołą Baletową im. R. Turczynowicza, Akademią Teatralną oraz wieloma innymi artystami z kręgu muzyki klasycznej, teatralnej, jazzowej i rozrywkowej, takimi jak: Irena Jarocka, Katarzyna Sobczyk, Magda Stużyńska, Aneta Todorczuk, Natalia Przybysz, Alibabki, Maciej Miecznikowski, Krzysia Górniak, Cezary Konrad, Piotr Schmidt, Ewelina Babiarz, Robert Dymowski, Patrycja Ciska, K.A.S.A., Andrzej Krzywy, Ewa Makomaska, Piotr Borowiec, Ryszard Borowski, Robert Brylewski, Marek Ravski, Piotr Rodowicz, Gniewomir Tomczyk, Nathan Williams, Natalia Novikova, Francesco Chiarini, Nick Sinckler, Chris Schitulli, zespołami Dubska, Strojnowy, The Bartenders.
W swoim dorobku artystycznym ma m.in. udziały w produkcjach filmowych, jako konsultant muzyczny oraz aktor.

## Festiwale
- Sandomierz by Jazz (2011)[3]
- Les heures d'orgue de Fourvière (Lyon, Francja, 2013)[4]
- XVII Międzynarodowy Festiwal Muzyczny Świnoujskie Wieczory Organowe (2015)[5]
- Les Mardis de l'Orgue (Gap, Francja, 2016)[6]
- Les Mardis de l'Orgue (Bourg-en-Bresse, Francja, 2021)[7]
- Festiwalowe Preludium Jazzowe (Krynica Zdrój, 2021)[8]

## Dyskografia

### Albumy
- Andrzej Mikulski – Mass in E flat minor for organ, contralto and 8 voices (2023)[9]
- Gniewomir Tomczyk, Andrzej Mikulski – Event Horizon (2017)[10]
- The Bartenders – Szumna Sessions (2013)[11]
- The Bartenders – Poles Are Movin' (2016)[12]
- The Bartenders – Skankin' to the Jazz (2023)[13]
- Ziggie Piggie – Old Songs (2009)

### Jako kompozytor/aranżer
- Michał Kajdy – Ethernity (aranżacje, 2008)[14]
- Krzysia Górniak – Moments (utwór Dreaming of Love, kompozycja, 2016)[15]
- Maciej Miecznikowski & Krzysia Górniak – Tribute To Nat King Cole (aranżacje orkiestrowe, 2015)[16]
- The Bartenders, Alibabki i Goście – Tribute To Alibabki (aranżacje, 2020)[17]

## Twórczość

### Kompozycje klasyczne
- Msza es-moll (na perkusję, organy, kontralt i 8 głosów)
- Cykl 19 preludiów na fortepian
- Symfonia (na organy)
- Ave Maria (na głos i organy)
- Salve Regina (na głos i organy)
- 3 poematy Stéphane Mallarmé (na głos, fortepian i flet)

### Utwory jazzowe instrumentalne
- Itashita (na 9-osobowe combo)
- Chopi'N'Bass
- Seventh horizon
- Dreaming of Love
- Open lab

### Utwory jazzowe wokalne
- Golden
- Stay
- Dreamcatcher
- Horyzont